# Jamberoo boydensis
Jamberoo boydensis is een spinnensoort in de taxonomische indeling van de Stiphidiidae.
Het dier behoort tot het geslacht Jamberoo. De wetenschappelijke naam van de soort werd voor het eerst geldig gepubliceerd in 2008 door M.R. Gray & H. M. Smith.